# Radio Légende
CFRL 102.5 Fm, connu sous le nom Radio Légende, est une station de radio basée à Victoriaville (Québec, Canada), qui dessert principalement le marché Web. Radio Légende diffuse un format 100 % rétro, à une fréquence de 102,5 MHz. Propriété de Sylvain Gauthier, la station offre de la musique des années 1950 à début 1980, basée sur le format rétro. La station offre du rétro depuis 2005.

## Histoire
Radio Légende a été lancée en 2005 par Sylvain Gauthier et son ami Denis Tétrault. En 2010 plus de 250 000 personnes ont visité le site web de Radio Légende. En raison de la rétroaction positive, en 2006 Radio Légende est devenue une station de rétro à temps plein. En 2010, Radio Légende a été accréditée auprès de la SOCAN à titre de « Radio à caractère de musique Rétro ». 
Radio Légende offre un ratio de 60 % francophone et 40 % anglophone. Elle diffuse des chansons du répertoire Québécois, interprétées par Ginette Reno, Pierre Lalonde, Guy Harvey des Gendarmes, Renée Martel, Joël Denis, Les Habits Jaune, Michel Pagliaro, mais aussi des succès d'autres francophones, (par exemple : Johnny Hallyday, France Gall, Les Chats sauvages, Dick Rivers ou Sylvie Vartan) et d'anglophones (The Beatles, The Four Seasons, Elvis Presley, The Supremes, The Everly Brothers, The Temptations, The Hollies, The Righteous Brothers, Céline Dion et bien d'autres).